# Кроленко Юрій Якович
Юрій Якович Кроленко (нар. 18 жовтня 1938, Харків) — голова Наглядової ради АТ «Житлобуд-2». Заслужений будівельник України. Почесний громадянин міста Харкова. Член виконавчого комітету Харківської міської ради. Повноважний представник Української будівельної палати в Харківській області, член Міжнародної академії наук житлово-комунального та побутового господарства.

## Біографія
Народився 18 жовтня 1938 року в Харкові.
1961 року закінчив Харківський інститут інженерів залізничного транспорту за фахом «Промислове та цивільне будівництво».
Працював із 1961 року в будівельному управлінні № 2 тресту «Павлодарбуд» майстром, виконробом, старшим виконробом. З жовтня 1964 року по серпень 1968 року — старший виконроб будівельного управління № 1 тресту № 86 комбінату «Харківпромбуд». Із серпня 1968 року по липень 1978 року — старший виконроб, головний інженер і начальник управління № 435 тресту № 86. З липня 1978 року по червень 1983 року — головний інженер тресту № 86 комбінату «Харківпромбуд».
З 1983 року по 1988 рів за розпорядженням «Головзарубіжбуду» працює в Монголії як головний інженер на будівництві об'єктів у Улан-Баторі.
1988 року призначений на посаду головного інженера тресту «Житлобуд-2» (м. Харків). Наразі — голова Наглядової ради АТ «Житлобуд-2» (з листопада 2003 року). Володіє 50,179 % акцій АТ «Житлобуд-2».
Рішенням сесії Харківської міської ради від 29 квітня 2010 року введений до складу виконавчого комітету Харківської міської ради.

## Особисті відомості
Одружений. Має сина та доньку.

### Відзнаки
1988 року відзначений Премією Ради Міністрів СРСР.
16 червня 1998 року присвоєне почесне звання «Заслужений будівельник України» — за вагомі досягнення в праці, високий професіоналізм.
2007 року нагороджених Почесною грамотою Харківської міської ради:
|  | за багаторічну сумлінну працю, високий професіоналізм, вагомий внесок у соціально - економічний розвиток м. Харкова та активну громадську діяльність |

2008 року присвоєне звання Почесного громадянина Харкова:
|  | Заслуга Юрія Яковича Кроленко багато в чому в тім, що він зумів зберегти організацію в найскладніший для країни час і відродити її. Зараз вона виконує дуже багато соціальних завдань для нашого міста і харків'ян. Переконаний, що його ім'я гідно поповнить когорту тих людей, які одержали і ще одержать високе звання «Почесний громадянин Харкова» М.М. Добкін, 20 червня 2008 року |

Кавалер ордену «Знак Пошани», нагороджений медаллю «За сумлінну працю»
- Орден «За заслуги» III ст. (7 серпня 2003) — за вагомий особистий внесок у спорудження об'єктів промислового, житлового та соціально-культурного призначення, багаторічну сумлінну роботу[9]

- Орден «За заслуги» II ст. (6 серпня 2007) — за вагомий особистий внесок у спорудження об'єктів промислового, житлового та соціально-культурного призначення, розвиток виробництва будівельних матеріалів, значні досягнення у праці та з нагоди Дня будівельника[10]

- Орден «За заслуги» I ст. (24 серпня 2013) — за значний особистий внесок у державне будівництво, соціально-економічний, науково-технічний, культурно-освітній розвиток України, вагомі трудові здобутки та високий професіоналізм[11]

- Орден князя Ярослава Мудрого V ст. (27 червня 2018) — за значний особистий внесок у державне будівництво, соціально-економічний, науково-технічний, культурно-освітній розвиток України, вагомі трудові здобутки та високий професіоналізм[12]